# 厨子王 (テレビ制作会社)
厨子王株式会社（ずしおう、英: Zushio,inc.）は、テレビ番組を制作する制作プロダクションである。

## 概要
2011年7月設立。社名は、元株式会社安寿の代表取締役社長兼務総合演出だった石田昌浩が、童話『安寿と厨子王丸』から命名。

## 不祥事

### 『ほこ×たて』でのやらせ問題
2013年10月20日にフジテレビで放送された制作番組『ほこ×たて』でやらせがあったことが発覚し、番組の放送自粛が決定。これに関連してか厨子王株式会社のホームページはメンテナンス中となっていたが、10月28日午後にメンテナンスが終了し、トップに「ほこ×たてに関しましてただいま調査中です。ご迷惑をおかけし大変申し訳ございません。今後はより管理体制を徹底し、皆様に支持される番組を作って行こうと決意を新たにしております。何卒、よろしくお願いします」という謝罪文が掲載されていた。番組は2013年11月1日に打ち切りが発表された。

### 『ピラミッド・ダービー』でのやらせ問題
2016年6月19日にTBSテレビで放送された、関連会社Zプラス株式会社が関わる「ピラミッド・ダービー」において再び同様の手段によるねつ造によるやらせが発覚。7月5日にはTBSによる番組ホームページに
「6月19日放送の「双子見極めダービー」の中で、出演者の方からご指摘頂いた収録の順番や、ルール変更の経緯は、演出の一環のつもりでしたが、事前に説明や了解を得ることなく画像を加工し、行き過ぎた編集がありました。」
という謝罪文が掲載された。

### 『消えた天才』でのやらせ問題
2019年8月11日にTBSテレビで放送された『消えた天才』では、リトルリーグ全国大会で全て三振で完全試合を達成した少年の投球を速く見えるように倍速編集をしたことが発覚。番組は同年8月25日を以て打ち切られ、放送倫理・番組向上機構（BPO）で放送倫理違反があったと判断された。

### 『ザ!世界仰天ニュース』での脱ステロイド紹介問題
2021年9月7日に日本テレビで放送された「ザ!世界仰天ニュース」の「衝撃の症状！謎の病SP」で、病院で処方されたステロイド外用薬を断ったことで肌荒れを克服したという女性の体験談を紹介。これに対し、日本皮膚科学会等7団体は14日に「科学的に明らかに根拠のない内容」であるとした連名の抗議文書を日本テレビに提出し、ステロイド外用薬を一様に否定し、患者の恐怖と不安をあおったとして番組を批判した。日本テレビは番組公式サイトに謝罪文を掲載し、翌週14日の同番組の放送最後において謝罪を行うとともに、ステロイド外用薬の有効性や安全性について説明し、医師の指導に従うよう呼びかけた。

## 役員
- 代表取締役社長：石田昌浩
- 取締役：森田俊介、並木哲也、高畠建治、山野辺聖勝
- 執行役員：石野浩史、吉岡賢祐

## 主な作品実績
（凡例）太字：現在放映中またはこれからの放映予定の番組。関連会社制作番組…Z+：ジープラス、P：ピンク・アリゲーター、S：スワン。

### テレビ番組

#### 制作

##### 2011年7月 - 2019年12月
レギュラー・セミレギュラー番組
- Rの法則（NHK Eテレ 2011年3月 - 2018年4月、※業務開始は2011年7月 - ）
- ザ!世界仰天ニュース（日本テレビ系列 2001年4月 - 、※業務開始は2011年7月 - ）
- 所さんの目がテン!（日本テレビ系列 1989年4月 - 、※業務開始は2011年7月 - ）
- ほこ×たて（フジテレビ系列 2011年1月 - 2013年10月、※業務開始は2011年7月 - ）
- 超再現!ミステリー（日本テレビ系列 2012年4月 - 8月）
- 進撃のヒーロー（TBSテレビ系列 2013年1月 - 3月）
- 世界くらべてみたら（TBSテレビ系列 2018年4月 - ）
- 炎の体育会TV（TBSテレビ系列 2022年7月 - ）

スペシャル番組
- THEプレッシャー（TBSテレビ系列 2012年9月）
- 進撃のヒーロー パイロット版（TBSテレビ系列 2013年1月）
- 24時間テレビ「愛は地球を救う」 上戸彩・福島リポート 立ち入り禁止区域で娘を捜し続ける父（日本テレビ系列 2013年8月）
- 新!お茶の間の真実（テレビ東京系列 2019年1月 - ）
- 立派なお家にピンポンしてみた（TBSテレビ系列 2019年3月）

#### 関連会社制作
（凡例）Z+：ジープラス、P：ピンク・アリゲーター、S：スワン。

##### 2011年7月 - 2019年12月
レギュラー・セミレギュラー番組
- なら婚（日本テレビ、NNS系列関東ローカル 2013年10月 - 2016年3月）Z+
- トコトン掘り下げ隊!生き物にサンキュー!!（2014年5月 - 2018年9月）Z+
- 世界の文学がわかる!あらすじ名作劇場（BS朝日、テレビ朝日系列衛星放送 2016年4月 - 2017年3月）Z+
- 珍種目No.1は誰だ!? ピラミッド・ダービー（TBSテレビ系列 2016年4月 - 2018年3月）Z+
- この差って何ですか?（TBSテレビ系列 2018年10月 - 2021年3月）P
- 中居くん決めて!（TBSテレビ系列 2018年10月 - 2020年3月）Z+
- 消えた天才（TBSテレビ系列 2018年10月 - 2019年9月）S

スペシャル番組
- 新!お茶の間の真実（テレビ東京系列 2019年1月 - ）Z+
- 笑える!泣ける!動物スクープ100連発（TBSテレビ系列 2019年2月 - ）Z+
- 立派なお家にピンポンしてみた（TBSテレビ系列 2019年3月）Z+
- 世界ギャップ大調査ベスト×ワースト（フジテレビ系列 2019年12月 - ）Z+

## 関連会社
- K-WORK株式会社 - 海外コーディネート・リサーチ・ポスプロ・イラスト。「麒麟スタジオ」の制作事業会社。
- Zプラス株式会社 - テレビ番組制作 番組企画
- ピンク・アリゲーター株式会社 - テレビ番組制作 番組企画
- スワン株式会社 - テレビ番組制作 番組企画
- キャリー株式会社 - 車輌
- マナティ株式会社 - テレビ番組制作 番組企画